# Мега-чудесата на Калинката и Черния котарак: Филмът
„Мега-чудесата на Калинката и Черния котарак: Филмът“ (на френски: Miraculous, le film; на английски: Ladybug & Cat Noir: The Movie/Miraculous: Ladybug & Cat Noir, The Movie) е френски анимационен музикален, романтичен, супергеройски филм от 2023 г. на режисьора Джеръми Заг, който е съсценарист и Бетина Лопез Мендоза, както и композитор. Той е адаптация на анимационния сериал „Мега-чудесата на Калинката и Черния котарак" и разказва за парижките тийнейджъри Маринет Дюпон-Ченг и Ейдриън Агресте, които се трансформират в супергероите Калинката и Черния котарак, за да предпазят града от суперзлодеите, създадени от Хог мот.
Премиерата на филма се състои в „Гранд Рекс“ на 11 юни 2023 г., излиза по кината във Франция на 5 юли 2023 г., както и в световен мащаб на 28 юли 2023 г. по Нетфликс.

## В България
В България филмът излиза по кината на 7 март 2025 г. в разпространение от „Про Филмс“.